# 梁風
梁風（1918年11月25日—1987年5月2日），中國國民黨黨員，香港電影人。早年擔任報刊主編、總編輯，其後在邵氏電影公司宣傳部工作，主編邵氏電影雜誌《南國電影》。1970年，鄒文懷、何冠昌、梁風離開邵氏，創辦嘉禾影業公司（今橙天嘉禾）。梁風擔任嘉禾董事經理，並兼任華僑救國聯合總會理事、中國文化協會委員、港九電影戲劇事業自由總會副主席、主席等職。1986年中華民國立法委員選舉時，獲遴選為港澳地區僑選立法委員。1987年5月2日在加拿大多倫多逝世。